# Terry Boss
Terrence "Terry" Boss, né le 1er septembre 1981 à Philomath (Oregon, États-Unis), est un footballeur américain d'origine portoricaine.
Il évoluait au poste de gardien de but avec la sélection portoricaine et dans différents championnats nord-américains.